# Panna Piggy
Panna Piggy (ang. Miss Piggy), również znana jako Świnka Piggy – muppet, postać świnki z programu Muppet Show (1976–1981) i innych programów telewizyjnych oraz filmów. Cechowało ją romantyczne usposobienie i kapryśny charakter femme fatale, kreowanie się na diwę, wygłaszanie francuskich zwrotów z kiepskim akcentem i stosowanie ciosów karate w chwilach uniesień emocjonalnych. W kolejnych odcinkach Muppet Show była jedną z postaci najbliżej współpracujących z prowadzącym program konferansjerem Kermitem. Była też zaangażowana w burzliwą relację uczuciową z żabą.

## Biografia
Twórca Panny Piggy, Frank Oz w 1979 ujawnił w wywiadzie dla magazynu People kilka szczegółów jej dzieciństwa i młodości. Piggy przyszła na świat w małym miasteczku, na zapleczu sklepu mięsnego Beckera. W czasie gdy była mała, ojciec uganiał się za innymi lochami, a matka miała tak dużo prosiąt, że nikt nie miał czasu należycie zadbać o rozwój intelektualny Piggy. W dorastającej śwince zrodził się bunt przeciwko takiej egzystencji, która, zakrzyknąwszy "prędzej umrę, niż będę żyła w taki sposób", uciekła do miasta. Tam początkowo nie powodziło się jej – wszystkie miejsca pracy były zajęte przez ludzi, a dla świnek zostały resztki. Aby przeżyć, wystąpiła w reklamie smażonych potraw, po czym, przyjąwszy pseudonim sceniczny Laverne, wzięła udział w konkursie piękności. Ten udany występ był przełomem w jej życiu i otworzył jej drogę do reklamy boczku. Występ w reklamie również przyniósł sukces w postaci podpisania rocznego kontraktu na występ w emitowanej przez TV imprezie sportowej Pigskin Parade, co z kolei poskutkowało przyjęciem Piggy do Muppet Show.

## Związek z Kermitem
Od początków Muppet Show przewija się wątek romantycznych uczuć żywionych przez świnkę w stosunku do żaby, nazywanej przez nią pieszczotliwie "Kermie". Kermit do awansów Piggy odnosił się raczej z rezerwą. Ostatecznie jednak w produkcjach filmowych Kermit odwzajemnił ulokowane w nim uczucia i nawet – choć niezbyt świadomie – zawarł związek małżeński z Piggy w filmie The Muppets Take Manhattan. Jednak dalszy  rozwój wydarzeń wskazuje na to, że małżeństwo było fikcyjne, mimo zapewnień Piggy w jubileuszowym programie z 1986 r. The Muppets: A Celebration of 30 years, że Kermit jest żabą uszczęśliwioną małżeństwem. Do formalnego zerwania doszło wkrótce potem, 10 maja 1990, decyzją Jima Hensona i planowaną kampanią promocyjną "The Pig of the Nineties", w ramach której zamierzano opublikować autobiografię świnki Krótko potem, wskutek śmierci Hensona, nie doszło do realizacji.
Świnka z żabą ponownie stanęli na ślubnym kobiercu w komedii Muppety: Poza prawem z 2014 r. Już rok później jednak na portalu społecznościowym Piggy ogłosiła ostateczne zerwanie z Kermitem po blisko 40 latach związku.
Niektórzy komentatorzy skonstatowali, że małżeństwo to powinno zostać unieważnione już dawno, jako że Kermit był od lat maltretowany przez Piggy (czemu sprzyjały: wybuchowy charakter świnki, jej biegłość w sztukach walki, a także przewaga masy nad wątłej postury mężem). Noah Berlatsky w The New Republic uznała, że "to lepiej dla każdego, że drogi Kermita i Piggy się rozeszły. Dla żaby oznacza to koniec długiego, pełnego przemocy związku". Harris O'Malley stwierdził w The Daily Dot, że "Kermit żyje w ciągłym strachu przed swoją partnerką, wiedząc że najmniejsze nieporozumienie czy przejęzyczenie spowoduje w Pannie Piggy erupcję jak w wieprzowym Wezuwiuszu". "Przynajmniej trzykrotnie przymusza Kermita do związku, a kiedy ten odmawia, bije go. Przy innych okazjach reaguje przemocą i wściekłością, gdy Kermit popełnia "grzech" zrywając z nią, przytulając przyjaciela, rozmawiając z kobietą, a nawet stojąc zbyt blisko nich".

## Odtwórcy
Kukiełka Panny Piggy, stworzona i animowana przez Franka Oza, który w postprodukcji użyczał jej też swojego głosu. Debiut Piggy nastąpił w 1974 w programie The Tonight Show. W czasie pierwszego sezonu The Muppet Show zamiennie z Frankiem Ozem animował Piggy Richard Hunt. Po odejściu Oza w 2000 roku, w roli Świnki Piggy zadebiutował w 2001 w programie MuppetFest Eric Jacobson, który od tej pory jest głównym odtwórcą tej roli. W serialu animowanym Mapeciątka Piggy dubbingowała aktorka Laurie O'Brien.